# Leatherface
Leatherface er en fiktiv amerikansk seriemorder, kendt fra Motorsavsmassakren og dens mange efterfølgere. 

## Biografi
Leatherfaces rigtige navn er Bubba Sawyer, som man får at vide i Motorsavsmassakren 2, selvom man i genindspilningen af den oprindelige film fra 2003 får at vide at han hedder Thomas Hewitt. Han er bror til Drayton Sawyer, Chop Top og The Hitchhiker. Sammen driver familien en tankstation, hvor de sælger deres kød – menneskekød, som Leatherface sørger for. Leatherface portrætteres forskelligt i alle filmene, men i alle filmene portrætteres han som et følsomt og evnesvagt menneske. Han gemmer sit ansigt bag afskårede ansigter fra hans ofre, og bliver ofte råbt af, af sine familiemedlemmer.